# Gubernium
Das Gubernium (neulateinisch für „Regierung“, von lateinisch „gubernare, lenken, leiten“; adjektivisch gubernial) ist die politische Verwaltung eines Gouvernementsbezirkes.

## Österreich
Ab 1763 wurde die Regierung einer Provinz der Habsburgermonarchie als Gubernium bezeichnet, die einem Kronland entsprachen oder mehrere oder auch größere Teile davon zusammenfassen konnte. Diese wurde von einem Gubernialpräsidenten oder Gubernator geführt, der später auch Landeshauptmann oder Landmarschall bezeichnet wurde. In den größeren Gouvernementsbezirken unterstanden dem Gubernium mehrere Kreisämter, die als unterste Ebene der staatlichen Behörde fungierten. Kleinere Gubernien übernahmen diese Aufgaben selbst und waren unmittelbare Aufsichtsorgane über die von den Grundherrschaften ausgeübten Lokalverwaltungen.
1848 wurden die Gubernien durch die Statthaltereien ersetzt, die bis zur Auflösung der Monarchie im Jahr 1918 existierten und danach durch die Landesregierungen der Bundesländer ersetzt wurden. Es bestand auch der Titel Gubernialrat.
1834 werden in der österreichischen Monarchie 18 Länderstellen und 175 Kreisämter genannt, darunter:
- k.k. niederösterreichische Landesregierung in Wien
- k.k. Regierung in Linz für Oberösterreich und Salzburg
- Gubernium in Prag für Böhmen
- Gubernium in Brünn für Mähren und Schlesien
- Gubernium in Lemberg für Galizien
- Gubernium in Graz für die Steiermark
- Gubernium in Mailand für die Lombardei
- Gubernium in Venedig für Venezien
- Gubernium in Zara für Dalmatien
- Gubernium in Laibach für die Krain und Kärnten
- Gubernium in Triest für das Küstenland
- Gubernium in Innsbruck für Tirol und Vorarlberg
- Gubernium in Klausenburg für Siebenbürgen
- Distriktstafel in Tyrnau für Ungarn diesseits der Donau
- Distriktstafel in Güns für Ungarn jenseits der Donau
- Distriktstafel in Eperies für Ungarn diesseits der Theiß
- Distriktstafel in Debezin für Ungarn jenseits der Theiß
- Banaltafel in Agram für Kroatien und Slawonien